# Fiona Horsey
Fiona Horsey es una actriz de cine, teatro y televisión nacida en Londres, reconocida por figurar en producciones de cine y televisión en Colombia. También se ha desempeñado como cantante. 

## Carrera

### Inicios
Horsey nació en Londres, hija de padre inglés y madre colombiana. Tras vivir por un tiempo en México, regresó al Reino Unido y empezó a figurar en producciones teatrales. Realizó estudios de actuación en el Queen Mary College y en el Central School Speech and Drama.

### Colombia
A mediados de la década de 2000, y tras participar en algunas producciones a menor escala en Inglaterra, Horsey se trasladó a Colombia para continuar con sus estudios, enfocada principalmente en el teatro. Tuvo su primera oportunidad en televisión al aparecer en el seriado Padres e Hijos, interpretando a Sor Alma. A partir de entonces ha actuado en otras producciones para televisión en el país cafetero como Las profesionales, Sobregiro de amor,Gabriela, giros del destino, Niche y Narcos.
Ha aparecido también en producciones cinematográficas como El resquicio, Twisted Sisters, Dirty White Lies, Calibán, Running with the Devil y Diavlo.

## Filmografía

### Televisión
| Año       | Título                                | Personaje              | Canal              |
| --------- | ------------------------------------- | ---------------------- | ------------------ |
| 2023-2024 | La influencer                         | Aida                   | Netflix            |
| 2022      | Reputación                            |                        | Canal Capital      |
| 2021      | MalaYerba                             | Graciela               | Starzplay          |
| 2021      | Enfermeras                            | Mariela                | Canal RCN          |
| 2020      | Operación pacifico                    | Kate                   | Telemundo          |
| 2019      | Decisiones: Unos ganan, otros pierden | Elena                  | Telemundo          |
| 2019      | El final del paraíso                  | Maribel                | Telemundo          |
| 2018      | Paraíso Travel                        | Agente Demi            | RCN Televisión     |
| 2016      | La viuda negra 2                      |                        | UniMas             |
| 2015      | Narcos                                |                        | Netflix            |
| 2014      | Niche, lo que diga el corazón         | Lida                   | Caracol Televisión |
| 2014      | Mujeres al limite                     | Adalía                 | Caracol Televisión |
| 2012      | Escobar, el Patrón del Mal            | Hija de Guillermo Cano | Caracol Televisión |
| 2009      | Gabriela, giros del destino           | Martina                | Caracol Televisión |
| 2007      | Sobregiro de amor                     | Paula Bustamante       |                    |
| 2006      | Las profesionales, a su servicio      | Erika Schmidt          | Caracol Televisión |
| 2006      | Padres e hijos                        |                        | Caracol Televisión |

### Cine
- 2020 - Diavlo ... Fiona
- 2019 - Running with the Devil
- 2019 - Calibán ... Mary
- 2017 - Dirty White Lies ... Julia
- 2012 - El resquicio ... Angélica
- 2006 - Twisted Sisters ... Jennifer / Norah
- 2004 - Lovesick: Sick Love ... Julia
- 2004 - The Chambermaid
- 2003 - Johnny English ...  Enfermera
- 2003 - Penetration Angst ... Helen
- 2002 - Wake Up (corto) ... Katherine
- 2001 - Smoked Butterfly (corto) ... Maria